# Константин Манасије
Константин Манасије (грчки: Κωνσταντῖνος Μανασσῆς; око 1130 - око 1187), био је византијски хроничар из 12. века. Стварао је у време владавине цара Манојла I Комнина (1143-1180).

## Биографија
Манасије је рођен око 1130. године највероватније у самом Цариграду, где је одрастао у круговима високе аристократије и монаштва. Није познато које је положаје заузимао током боравка у византијској престоници. После смрти своје супруге Ирине, цар Манојло је намеравао да се поново ожени, па је упутио посланство на двор да преговара са јерусалимским краљем Балдуином III (1152-1163) о склапању брака између цара и једне од Балдуинових нећака, Мелисенде, ћерке антиохијског кнеза Рајмунда. На челу овог посланства које је у Јерусалиму боравило од јесени 1160. до пролећа 1162. године био је Јован Контостефан. Пратио га је Константин Манасије који је оставио неку врсту путописа која садржи занимљиве податке о боравку писца у Палестини. Манасије потом напушта световну службу и постаје монах. Убрзо бива рукоположен за епископа Паниона, а затим за митрополита Навпакта. Сачуван је Манасијев печат као епископа Паниона. Међутим, не може се прецизно одредити време ових промена у Манасијевом животу. Доста су оскудни подаци о његовом животу. Они казују да се Манасије повукао у редове монаха тек после 1175. године. Умро је око 1187. године као митрополит Навпакта.

## Дело
Од литерарне заоставштине Константина Манасија најзначајнија је хроника коју је писао између 1143. и 1152. године. Посветио ју је севастократорици Ирини, супрузи Андроника Комнина, млађег сина Јована II Комнина, византијског цара (1118-1143). Хроника почиње излагањем о крају света, а завршава се 1081. годином. Завршни догађај хронике јесте смрт Нићифора III Вотанијата (1078-1081). Написана је врло живим стилом; уживала је велику популарност не само у Византијском царству већ и међу словенским државама, тако да је средином 15. века преведена на словенски језик. Манасије је написао и бројне беседничке саставе. За историју Срба у 12. веку посебно је значајан панегирични говор цару Манојлу Комнину из 1173. године. У њему се налазе неколико врло занимљивих података о византијско-српским односима након завршетка рата из 1172. године и боравку Стефана Немање у Цариграду. Веома је тешко утврдити време настанка овог говора. У тексту нема конкретних података о томе. Ипак, немачки историчар Јохан Курц је обратио пажњу на посланство које је цару упућени из Египта са приспелим данком за цариградски двор. То би могли да буду изасланици египатског емира који су почетком 1170. године дошли у Цариград са намером да спрече даље акције византијске флоте која је под командом Андроника Контостефана ратовала између јула и децембра 1169. године код Дамијете. Због тога Курц сматра да је 1173. године време настанка текста. Као доњу границу, Курц је поставио 1167. годину када је завршен византијско-угарски рат. Угарски краљ Бела III дошао је на престо 1173. године што представља горњу границу. 